# Kenneth I di Scozia
Cináed Mac Ailpín, o in inglese Kenneth MacAlpin (Iona, 810 – Forteviot, 13 febbraio 858), è stato Re dei Pitti e, secondo la tradizione nazionale scozzese, il primo re di Scozia. Fu il capostipite della dinastia che regnò sulla Scozia per gran parte del Medioevo, sia direttamente che col successivo ramo indiretto dei Dunkeld.

## Biografia

### Conquista dei Pitti
Era figlio di re Alpin II di Dalriada, a cui successe nell'834 circa dopo la sua morte per mano dei Pitti.
Re guerriero, decise di mettere fine una volta per tutte alla minaccia pitta. Giovanni di Fordun narra di uno stratagemma che lo scaltro Kenneth usò per convincere i suoi uomini a marciare con lui: rimasti atterriti dalla morte di re Alpin, molti scozzesi esitavano a muovere guerra ai Pitti, affermando che anche la visione di un angelo che glielo ordinasse non sarebbe bastata a convincerli; Kenneth allora, una notte, mascherò alcuni suoi seguaci con cappucci ed ali finte e li introdusse nelle stanze dei suoi comandanti addormentati. I finti angeli terrorizzarono i signori scozzesi, che il giorno seguente si presentarono a Kenneth e si dichiararono disposti a seguirlo in guerra.
Kenneth invase così la Pittavia e la devastò, operando un vero e proprio genocidio del popolo rivale; ciò, unito alle sempre più frequenti incursioni dei Vichinghi sulle coste orientali, provocò il collasso del regno pitto, che venne così conquistato dagli scozzesi. Nell'843, avendo stroncato buona parte della resistenza dei suoi nemici, Kenneth unificò la Scozia e ne divenne primo re.

### Regno
Probabilmente i Pitti non vennero conquistati in un'unica campagna, e col tempo gli scozzesi si unirono ad essi tramite matrimoni (forse lo stesso Kenneth era figlio di una principessa pitta). Durante il suo dominio continuarono le guerre con i vicini (Pitti ribelli, Vichinghi ed Anglosassoni): gli scozzesi conquistarono il Lothian e distrussero numerose città, fra cui Dunbar e Melrose, venendo però a loro volta invasi.
Nell'849, a causa delle continue incursioni vichinghe lungo le coste, fu costretto a trasferire le reliquie di san Columba da Iona a Dunkeld, più difendibile, e fu il fondatore dell'omonima abbazia. Produsse anche una prima raccolta di norme per il suo popolo, le Leggi di Alpin, che furono tramandante oralmente fino al tardo medioevo.
Kenneth I morì nel suo palazzo di Forteviot di cause naturali nel febbraio dell'858 (forse malato di tumore), e gli succedette il fratello Donald.

## Discendenza
Kenneth ebbe quattro figli:
- Costantino (morto nell'877), re di Scozia;
- Aedh (morto nell'878), re di Scozia;
- una figlia, madre di re Eochaid di Scozia;
- un'altra figlia, Mael Muire, moglie dei re supremi d'Irlanda Áed Findliath e Flann Sinna

## Ascendenza
|                        |   |   | Genitori |  |  | Nonni |  |  | Bisnonni             |  |  | Trisnonni               |  |
|                        |   |   |          |  |  |       |  |  | Áed Find di Dalriada |  |  | Eochaid III di Dalriada |  |
|                        |   |   |          |  |  |       |  |  | Áed Find di Dalriada |  |  | Eochaid III di Dalriada |  |
|                        |   | … |          |  |  |       |  |  | Áed Find di Dalriada |  |  |                         |  |
| Eochaid IV di Dalriada |   |   |          |  |  |       |  |  | Áed Find di Dalriada |  |  |                         |  |
|                        |   | … | …        |  |  |       |  |  |                      |  |  |                         |  |
|                        |   | … | …        |  |  |       |  |  |                      |  |  |                         |  |
|                        |   | … | …        |  |  |       |  |  |                      |  |  |                         |  |
| Alpin II di Dalriada   |   | … |          |  |  |       |  |  |                      |  |  |                         |  |
|                        |   | … | …        |  |  |       |  |  |                      |  |  |                         |  |
|                        |   | … | …        |  |  |       |  |  |                      |  |  |                         |  |
|                        |   | … | …        |  |  |       |  |  |                      |  |  |                         |  |
| …                      |   | … |          |  |  |       |  |  |                      |  |  |                         |  |
|                        |   | … | …        |  |  |       |  |  |                      |  |  |                         |  |
|                        |   | … | …        |  |  |       |  |  |                      |  |  |                         |  |
|                        |   | … | …        |  |  |       |  |  |                      |  |  |                         |  |
| Kenneth I di Scozia    |   | … |          |  |  |       |  |  |                      |  |  |                         |  |
|                        | … | … |          |  |  |       |  |  |                      |  |  |                         |  |
|                        | … | … |          |  |  |       |  |  |                      |  |  |                         |  |
|                        | … | … |          |  |  |       |  |  |                      |  |  |                         |  |
| …                      | … |   |          |  |  |       |  |  |                      |  |  |                         |  |
|                        |   | … | …        |  |  |       |  |  |                      |  |  |                         |  |
|                        |   | … | …        |  |  |       |  |  |                      |  |  |                         |  |
|                        |   | … | …        |  |  |       |  |  |                      |  |  |                         |  |
| …                      |   | … |          |  |  |       |  |  |                      |  |  |                         |  |
|                        |   | … | …        |  |  |       |  |  |                      |  |  |                         |  |
|                        |   | … | …        |  |  |       |  |  |                      |  |  |                         |  |
|                        |   | … | …        |  |  |       |  |  |                      |  |  |                         |  |
| …                      |   | … |          |  |  |       |  |  |                      |  |  |                         |  |
|                        |   | … | …        |  |  |       |  |  |                      |  |  |                         |  |
|                        |   | … | …        |  |  |       |  |  |                      |  |  |                         |  |
|                        |   | … | …        |  |  |       |  |  |                      |  |  |                         |  |
|                        |   | … |          |  |  |       |  |  |                      |  |  |                         |  |

## La leggenda di Kenneth
Il Kenneth delle cronache leggendarie, conquistatore dei Pitti e fondatore del Regno di Alba, nacque secoli dopo la morte del Kenneth storico, ad opera di cronachisti di parte come Giovanni di Fordun e George Buchanan.
Fu solo nel tardo XIX secolo che l'antica storia scozzese ricevette un primo ordinamento ed una maggiore accuratezza da parte di storici del calibro di William Forbes Skene, mentre studiosi di cultura celtica come Whitley Stokes e Kuno Meyer iniziarono a considerare con un certo occhio critico le fonti di origine irlandese e scozzese. Il risultato di questa nuova metodologia fu quello di separare la leggenda dalla realtà, ed in questo modo la conquista diretta dei Pitti venne sostituita dall'ipotesi, molto più credibile, di una successione per parte di madre dello stesso Kenneth.
Questa successione ereditaria, citata anche da Beda il Venerabile, darebbe una maggiore coerenza alla lista dei re dei Pitti così come è presente nelle antiche cronache, e farebbe supporre che Kenneth fosse di origine gaelica ed un sovrano del regno di Dál Riata che avrebbe in seguito ereditato il regno di Pittavia dalla madre, originaria di quelle terre. Questa ipotesi è avvalorata anche dal fatto che esistono altri sovrani di origine gaelica nelle cronache dei Pitti, come Costantino ed Óengus.
In ogni caso le reali origini di questo sovrano sono del tutto sconosciute, così come i suoi esatti legami con i predecessori dei regni di Dalriada e Pittavia.